# ایندکس (آرکانزاس)
ایندکس (به انگلیسی: Index) یک منطقهٔ مسکونی در ایالات متحده آمریکا است که در شهرستان میلر، آرکانزاس واقع شده‌است. ایندکس ۸۴٫۱۳ متر بالاتر از سطح دریا واقع شده‌است.